# Modern times (Al Stewart)
Modern times is het zesde studioalbum van Al Stewart. Het is het eerste album van Stewart waarop Alan Parsons de muziekproducent was. Parsons, destijds geluidstechnicus wilde producer worden, maar kreeg onvoldoende gelegenheid daartoe (vond hij). Stewart en Parsons ontmoetten elkaar in een restaurant. Stewart was op zoek naar een producer en Parsons zat met zijn wens. Met Parsons kreeg Stewart toegang tot een van de beste geluidsstudios ter wereld, de Abbey Road Studio in Londen.
In de verkoopcijfers haalde dit album in de Verenigde Staten veel betere cijfers dan voorgaande albums. Het haalde de 30e plaats in de Billboard Album Top 200. Europa liet, zoals gebruikelijk bij Stewarts albums tot dan toe, de elpee links liggen. 

## Musici
- Al Stewart - zang, gitaar, toetsinstrumenten
- David Ellis - akoestische gitaar
- Isaac Guillory, Simon Nicol,Tim Renwick - gitaar
- Tony Carr – percussie
- Gerry Conway, Barry DeSouza – slagwerk
- Stuart Cowell - dobro, gitaar
- George Ford – basgitaar
- Brian Bennett - achtergrondzang
- Neil Lancaster - achtergrondzang
- Charles Mills - achtergrondzang
- Peter Moss - fuzz basgitaar
- Graham Smith - mondharmonica
- Pete Wingfield - keyboards
- Peter Wood - toetsinstrumenten, accordeon
- Alan Parsons - geluidstechnicus, arrangementen
- Andrew Powell - arrangementen

## Muziek
Alle teksten en muziek van Al Stewart, behalve Modern times van Dave Mudge.

| Nr. | Titel                                                                 | Duur |
| --- | --------------------------------------------------------------------- | ---- |
| 1.  | Carol (over mysterieuze barvrouw)                                     | 4:24 |
| 2.  | Sirens of Titan (naar Kurt Vonneguts gelijknamige roman)              | 2:50 |
| 3.  | What’s going on? (over een zanger, later acteur)                      | 3:34 |
| 4.  | Not the one                                                           | 4:34 |
| 5.  | Next time                                                             | 4:19 |
| 6.  | Apple cider re-constitution                                           | 5;19 |
| 7.  | The dark and the rolling sea (over de zee, geliefd thema van Stewart) | 5;21 |
| 8.  | Modern times (over teleurgestelde vrije geesten)                      | 8:21 |

Andrew Powell, destijds vaste orkestrator van Parsons, had voor Modern times een uitgebreide orkestklank in gedachten. Stewart draaide die geheel naar de achtergrond, dat in weerwil van Parsons en Powell. Toch zou die combinatie weer meewerken bij Year of the cat, het volgende album.

## Hoes
De platenhoes was opnieuw van Hipgnosis. De Europese persing kreeg een foto van Stewart zelf. De Amerikaanse hoes was wat dat betreft interessanter. Op de voorgrond is Ginger Gilmour, de eerste vrouw van Pink Floyds David Gilmour, geplaatst. Daarachter gaat een Cord destijds van Led Zeppelins Jimmy Page schuil (Page speelde op enkele vroege tracks van Stewart mee). In de reflectie van de lichtflits zou een afbeelding van Dr. Strange te zien zijn.